# Johann Heinrich Gengenbach
Johann Heinrich Gengenbach (* um 1645/50; in Zeitz; † 4. Januar 1717 ebenda) war ein deutscher Baumeister und Architekt.
Es war Landbaumeister im Herzogtum Sachsen-Zeitz, führte aber auch in den umliegenden Territorien Bauarbeiten aus. Gengenbach hat vermutlich auch das Leichenbegängnis des Herzogs Moriz von Sachsen-Zeitz († 1681) und seiner der Gemahlin Dorothea Maria († 1675) gezeichnet, von dem Jacob von Sandrart Kupferstiche anfertigte.

## Werke
- 1683 Vorschläge zur Konservierung des Lusthause auf dem Dolmar bei Kühndorf
- 1686–1693 Friedenskirche Jena unter Mitarbeit von Johann Leonhard Reinhold aus Eisenach
- 1701 Opernhaus vorm Salztor in Naumburg
- 1704 Vorschlag zum Ausbau der Kreuzkirche in Suhl
- 1706–1712 Teehaus und Orangerie in Altenburg
- 1707–1716 Reparatur der St. Johanniskirche in Schleusingen
- 1709 Stellungnahme zum geplanten Ausbau eines Bades in Wilhelmsbrunnen
- 1713: Entwurf zur farbigen äußeren Gestaltung von Schloss Bertholdsburg in Schleusingen
- 1714: Vorschlag zur Reparatur des Lusthauses auf dem Dolmar bei Kühndorf